# Барбара Фрийти
Барбара Фрийти (на английски: Barbara Freethy) е американска писателка на бестселъри в жанра съвременен любовен роман, дамска литература и романтичен трилър. В началото на творчеството си пише под псевдонима Кристина Логан (на английски: Kristina Logan).

## Биография и творчество
Барбара Фрийти е родена на 25 септември 1958 г. в Санта Барбара, Калифорния, САЩ. Любовта на Барбара към писането произлиза от нейната любов към четенето. Израснала в квартал пълен с момчета, тя прекарва доста време в четене на книги от голямата библиотека на майка си, голяма част, от които са романтични романи и трилъри. Майка ѝ също се е опитвала да пише, но никога не е била публикувана.
Дипломира се в Университета на Калифорния в Санта Барбара с бакалавърска степен по комуникационни изследвания. След това започва работа като служител по връзки с обществеността в продължение на няколко години. Скоро открива, че писането е нейната истинска страст. Започва да пише докато е бременна с подкрепата на майка си.
Първият ѝ роман „Promise of Marriage“ е публикуван през 1990 г. под псевдонима Кристина Логан, който използва за още няколко самостоятелни романа до 1994 г.
Романът „Daniel's Gift“ излиза през 1996 г. вече под собственото ѝ име. Той е трогателен разказ за едно малко момче и неговите отчуждени родители. Сюжетът е вдъхновен от събитията в собственото ѝ семейство. Книгата е високо оценена от критиката и получава наградата „РИТА“ за най-добър съвременен самостоятелен роман.
През 2000 г. получава (като Кристина Логан) награда от Асоциацията на писателите на романси за цялостно творчество за своите съвременни романси.
През 2011 г. Барбара Фрийти публикува за пръв път самостоятелно като електронна книга романа „Summer Secrets“ и продължава с други свои романи. От тогава има продадени над 3 млн. електронни книги. Електронните книги освобождават авторите от ограниченията на редакторите на издателствата и им дават свобода на изразните средства и стил. Барбара дори изготвя сама кориците за електронните книги.
Произведенията на Барбара Фрийти са известни с емоционални и завладяващи истории за любов, семейство, мистерия и романтика. Тя пише за обикновените хора, попаднали в необикновени приключения. Те са били 12 пъти в списъците на бестселърите на „Ню Йорк Таймс“ и „USA Тудей“. Тя е член на Асоциацията на писателите на романси на Америка, като е президент на клона ѝ за електронни книги.
Барбара Фрийти живее в Стоктън, Калифорния, със съпруга си Терънс Фрийти и двете си деца – Дороти и Кристин. В свободното си време тя обича да играе тенис, да чете книги, или да излиза с приятели и семейството си в красивите околности на езерото Тахо.

## Произведения

### Произведения написани като Барбара Фрийти

#### Самостоятелни романи
- Daniel's Gift (1996) – награда „РИТА“ за най-добър съвременен самостоятелен роман
- Ryan's Return (1996)
- Ask Mariah (1997)
- One True Love (1998)
- The Sweetest Thing (1999)
- Almost Home (2000)
- Just the Way You Are (2000)
- Some Kind of Wonderful (2001)
- Love Will Find a Way (2002)
- Summer Secrets (2003)
- Golden Lies (2004)
Позлатени лъжи, изд.: ИК „Плеяда“, София (2006, 2015), прев. Нина Рашкова
- The Cuzzian Horse (2004)
- All She Ever Wanted (2004)
- Don't Say a Word (2005)
Безмълвно, изд.: ИК „Плеяда“, София (2008, 2014), прев. Нина Рашкова
- Patrick Michael O'Reilly's 13th Summer (2007)
- Silent Run (2008)
- Silent Fall (2008)

#### Серия „Взети“ (Taken)
1. Taken (2006)
Да обичаш непознат, изд.: ИК „Плеяда“, София (2009), прев. Нина Рашкова
2. Played (2006)
Да си играеш с огъня, изд.: ИК „Плеяда“, София (2009), прев. Нина Рашкова

#### Серия „Ангелски залив“ (Angel's Bay)
1. Suddenly One Summer (2009)
Заливът на ангелите, изд.: ИК „Плеяда“, София (2013), прев. Росица Златанова
2. On Shadow Beach (2010)
3. In Shelter Cove (2010)
Тайната, изд.: ИК „Плеяда“, София (2014), прев. Нина Рашкова
4. At Hidden Falls (2011)
5. Garden of Secrets (2011)

#### Серия „Желание“ (Wish)
1. A Secret Wish (2012)
2. Just A Wish Away (2012)
3. When Wishes Collide (2012)

#### Серия „Ривър Рок“ (River Rock)
1. The Way Back Home (2012)

#### Серия „Калауейс“ (Callaways)
1. On A Night Like This (2012)
2. So This Is Love (2013)

### Произведения написани под псевдонима Кристина Логан

#### Самостоятелни романи
- Promise of Marriage (1990)
- Hometown Hero (1991)
- Two to Tango (1992)
- The Right Man for Loving (1992)
- To the Rescue (1993)
- The Man Behind the Magic (1993)
- A Man Like Jake (1994)